# Серхио Батиста
Серхио Даниел Батиста (на испански: Sergio Daniel Batista) е аржентински футболист-национал, защитник. Има 272 мача и 25 гола за Архентино Хуниорс.
Роден е на 9 ноември 1962 г. в Буенос Айрес. Започва футболната си кариера в детско-юношеската школа на Архентино Хуниорс, с който по-късно печели Метрополитано и Копа Либертадорес през 1985 г. Участва на СП '86 (първо място) и на СП '90 (второ място).

## Кариера
- Архентино Хуниорс (1981 – 88)
- Ривър Плейт (1988 – 90)
- Нуевас Чикаго (1992 – 93)
- Тосу Футурес (1993 – 97)
- Ол Бойс (1997 – 99)

## Успехи
- Шампион на Аржентина: 1984 – 85
- Шампион на СП '86